# Kappa2 Ceti
Kappa2 Ceti (κ2 Ceti, förkortat Kappa2 Cet, κ2 Cet) som är stjärnans Bayerbeteckning, är en ensam stjärna belägen i den nordöstra delen av stjärnbilden Valfisken (stjärnbild). Den har en skenbar magnitud på 5,66 och är svagt synlig för blotta ögat där ljusföroreningar ej förekommer. Baserat på parallaxmätning inom Hipparcosuppdraget på ca 10,1 mas, beräknas den befinna sig på ett avstånd av ca 320 ljusår (ca 99 parsek) från solen. 

## Egenskaper
Kappa2 Ceti är en gul till vit jättestjärna av spektralklass G8 III. Den är en röd jättestjärna på den horisontella grenen, vilket anger att den genererar energi genom fusion av helium i dess kärna. Den har en uppskattad massa som är ca 2,5 gånger större än solens massa, en radie som är ca 8,3 gånger större än solens och utsänder från dess fotosfär ca 42 gånger mera energi än solen vid en effektiv temperatur på ca 5 000 K.